# Partit de la Coalició Nacional
Partit de la Coalició Nacional (finès Kansallinen Kokoomus, KOK) és un partit polític finlandès de dreta conservadora fundat el 9 de desembre de 1918. Forma part del Partit Popular Europeu i de la Unió Internacional Demòcrata. Al costat dels partits Centrista i el Socialdemòcrata és el partit més gran i amb més tradició al país. El seu actual líder és Jyrki Katainen.
El Partit de Coalició Nacional va ser fundat per pro-monàrquics conservadors que provenien dels partits Finlandès i Jove després de la Guerra civil finlandesa. A les eleccions parlamentàries finlandeses de 2007 fou el segon partit més votat, obtenint cinquanta escons, deu més que en les eleccions parlamentàries finlandeses de 2003. A les eleccions parlamentàries finlandeses de 2011 aconseguí la victòria per davant dels socialdemòcrates.

## Resultats electorals

### Parlament
| Any  | Vots             | %                | Escons   | +/- | Govern             |
| ---- | ---------------- | ---------------- | -------- | --- | ------------------ |
| 1919 | 155,018          | 15.70            | 28 / 200 | Nou | Oposició (1919–20) |
| 1919 | 155,018          | 15.70            | 28 / 200 | Nou | Coalició (1920–21) |
| 1919 | 155,018          | 15.70            | 28 / 200 | Nou | Oposició (1921–22) |
| 1922 | 157,116          | 18.15            | 35 / 200 | 7   | Oposició           |
| 1924 | 166,880          | 18.99            | 38 / 200 | 2   | Coalició (1924–26) |
| 1924 | 166,880          | 18.99            | 38 / 200 | 2   | Oposició (1926–27) |
| 1927 | 161,450          | 17.74            | 34 / 200 | 4   | Oposició           |
| 1929 | 138,008          | 14.51            | 28 / 200 | 6   | Oposició           |
| 1930 | 203,958          | 18.05            | 42 / 200 | 14  | Coalició (1930–32) |
| 1930 | 203,958          | 18.05            | 42 / 200 | 14  | Oposició (1932–33) |
| 1933 | Coalició amb IKL | Coalició amb IKL | 18 / 200 | 24  | Oposició           |
| 1936 | 121,619          | 10.36            | 20 / 200 | 12  | Oposició           |
| 1939 | 176,215          | 13.58            | 25 / 200 | 5   | Coalició (1939–44) |
| 1939 | 176,215          | 13.58            | 25 / 200 | 5   | Oposició (1944–45) |
| 1945 | 255,394          | 15.04            | 28 / 200 | 3   | Oposició           |
| 1948 | 320,366          | 17.04            | 33 / 200 | 5   | Oposició           |
| 1951 | 264,044          | 14.57            | 28 / 200 | 5   | Oposició           |
| 1954 | 257,025          | 12.80            | 24 / 200 | 4   | Oposició           |
| 1958 | 297,094          | 15.28            | 29 / 200 | 5   | Coalició (1958–59) |
| 1958 | 297,094          | 15.28            | 29 / 200 | 5   | Oposició (1959–62) |
| 1962 | 346,638          | 15.06            | 32 / 200 | 3   | Coalició           |
| 1966 | 326,928          | 13.79            | 26 / 200 | 6   | Oposició           |
| 1970 | 457,582          | 18.05            | 37 / 200 | 11  | Oposició           |
| 1972 | 453,434          | 17.59            | 34 / 200 | 3   | Oposició           |
| 1975 | 505,145          | 18.37            | 35 / 200 | 1   | Oposició           |
| 1979 | 626,764          | 21.65            | 47 / 200 | 12  | Oposició           |
| 1983 | 659,078          | 22.12            | 44 / 200 | 3   | Oposició           |
| 1987 | 666,236          | 23.13            | 53 / 200 | 9   | Coalició           |
| 1991 | 526,487          | 19.31            | 40 / 200 | 13  | Coalició           |
| 1995 | 497,624          | 17.89            | 39 / 200 | 1   | Coalició           |
| 1999 | 563,835          | 21.03            | 46 / 200 | 7   | Coalició           |
| 2003 | 517,904          | 18.55            | 40 / 200 | 6   | Oposició           |
| 2007 | 616,841          | 22.26            | 50 / 200 | 10  | Coalició           |
| 2011 | 598,369          | 20.44            | 44 / 200 | 6   | Coalició           |
| 2015 | 540,212          | 18.20            | 37 / 200 | 7   | Coalició           |
| 2019 | 523,957          | 17.00            | 38 / 200 | 1   | Oposició           |
| 2023 | 644,555          | 20.82            | 48 / 200 | 10  | Coalició           |

### Parlament europeu
| Any  | Vots    | %          | Escons | +/– | Grup   |
| ---- | ------- | ---------- | ------ | --- | ------ |
| 1996 | 453,729 | 20.17 (#3) | 4 / 16 | Nou | EPP    |
| 1999 | 313,960 | 25.27 (#1) | 4 / 16 | =   | EPP-ED |
| 2004 | 392,771 | 23.71 (#1) | 4 / 14 | =   | EPP-ED |
| 2009 | 386,416 | 23.21 (#1) | 3 / 13 | 1   | EPP    |
| 2014 | 390,112 | 22.59 (#1) | 3 / 13 | =   | EPP    |
| 2019 | 380,106 | 20.79 (#1) | 3 / 13 | =   | EPP    |
| 2024 | 453,636 | 24.80 (#1) | 4 / 15 | 1   | EPP    |

### Eleccions locals
| Any  | Vots    | %     | Regidors       | +/-         |
| ---- | ------- | ----- | -------------- | ----------- |
| 1950 | 88 159  | 5,85  | sense dades    | sense dades |
| 1953 | 133 626 | 7,59  | sense dades    | sense dades |
| 1956 | 105 220 | 6,29  | sense dades    | sense dades |
| 1960 | 275 560 | 14,04 | sense dades    | sense dades |
| 1964 | 213 378 | 10,0  | sense dades    | sense dades |
| 1968 | 364 428 | 16,09 | 1.388 / 11.856 |             |
| 1972 | 451 484 | 18,06 | 1.503 / 11.191 | 115         |
| 1976 | 561 121 | 20,92 | 2.047 / 12.739 | 544         |
| 1980 | 628 950 | 22,94 | 2.373 / 12.777 | 326         |
| 1984 | 619 264 | 22,96 | 2.423 / 12.881 | 50          |
| 1988 | 601 468 | 22,87 | 2.392 / 12.842 | 31          |
| 1992 | 507 574 | 19,05 | 2.009 / 12.571 | 383         |
| 1996 | 514 313 | 21,64 | 2.167 / 12.482 | 158         |
| 2000 | 463 493 | 20,84 | 2.028 / 12.278 | 139         |
| 2004 | 521 412 | 21,83 | 2.078 / 11.966 | 50          |
| 2008 | 597 727 | 23,45 | 2.020 / 10.412 | 58          |
| 2012 | 544 682 | 21,90 | 1.735 / 9.674  | 286         |
| 2017 | 531,599 | 20.68 | 1.490 / 8.999  | 245         |
| 2021 | 522,623 | 21.4  | 1.552 / 8.859  | 64          |
| 2025 | 529,542 | 21.9  | 1.592 / 8.586  | 41          |

## Caps del partit
1. Hugo Suolahti (1918-1920)
2. Eemil Nestor Setälä (1920-1921)
3. Antti Tulenheimo (1921-1925)
4. Hugo Suolahti (1925-1926)
5. Kyösti Haataja (1926-1932)
6. Paavo Virkkunen (1932-1933)
7. Juho Kusti Paasikivi (1933-1936)
8. Pekka Pennanen (1936-1943)
9. Edwin Linkomies (1943-1945)
10. K. F. Lehtonen (1945-1946)
11. Arvo Salminen (1946-1955)
12. Jussi Saukkonen (1955-1965)
13. Juha Rihtniemi (1965-1971)
14. Harri Holkeri (1971-1979)
15. Ilkka Suominen (1979-1991)
16. Pertti Salolainen (1991-1994)
17. Sauli Niinistö (1994-2001)
18. Ville Itälä (2001-2004)
19. Jyrki Katainen (2004–)
20. Alexander Stubb (2014–)

## Membres prominents del partit
- Lauri Ingman - Primer Ministre de Finlàndia 1918-1919 y 1924-1925, Arquebisbe de Turku 1930-1934
- Antti Tulenheimo - Primer Ministre de Finlàndia 1925
- Pehr Evind Svinhufvud - President de Finlàndia 1931-1937
- Edwin Linkomies - Primer Ministre de Finlàndia 1943-1944
- Juho Kusti Paasikivi - President de Finlàndia 1946-1956, Primer ministre de Finlàndia 1944-1946
- Harri Holkeri - Primer Ministre de Finlàndia 1987-1991